# 杰伊·墨菲
杰伊·丹尼斯·墨菲（英語：Jay Dennis Murphy，1962年6月26日—），美国NBA联盟职业篮球运动员。他在1984年的NBA选秀中第2轮第31顺位被金州勇士选中。